# Медицинская анимация
Медицинская анимация – вид визуального контента видео, созданное с использованием 3D-компьютерной графики с образовательными целями на медицинскую тему, как правило, физиологию или хирургию, но это может быть любое количество медицинских тем.
Иллюстрация как научный метод получила новый стимул к развитию после того, как стали появляться первые увеличительные приборы, а за дело взялись Гук, Левенгук, Мальпиги, Грю и другие естествоиспытатели, начавшие описывать микромир и подготовившие базу для возникновения клеточной теории и понимания микроскопической анатомии живых объектов.

### Преимущества и недостатки
| Преимущества                             | Недостатки               |
| ---------------------------------------- | ------------------------ |
| Индивидуальность обучения                | Компьютерная зависимость |
| Повышенная мотивация                     |                          |
| Повышение интереса к изучаемому предмету |                          |

## Программы для создания анимаций
- Autodesk 3ds Max - программное обеспечение для трёхмерного моделирования, которое можно использовать для создания медицинских анимаций. Оно позволяет визуализировать органы, ткани и биологические процессы, а также анимировать хирургические процедуры и физиологические явления.
- Blender - это бесплатная программа для 3D-моделирования с открытым исходным кодом. С помощью этой платформы можно создавать анимации, отслеживать движение, редактировать видео, создавать игры и многие другие функции. Опытные пользователи используют API сценариев Python от Blender для настройки приложения и создания специализированных инструментов, которые часто включаются в последующие версии Blender.
- Rhinoceros 3D - это программа для 3D-моделирования, которая использует NURBS и полигоны. Он предназначен для создания прототипов и производства.

## Эффективность применения в учебном процессе
Для оценки эффективности использования 3D-видеоматериалов в образовательном процессе был проведён опрос среди 240 студентов медицинского университета (специальности «Лечебное дело» и «Стоматология») и 10 преподавателей. Участникам было предложено ответить на вопросы анкеты после просмотра 3D-видеороликов на темы «Диагностика и лечение заболеваний слизистой оболочки ротовой полости» и «Заболевание периферических артерий(Peripheral artery disease)»
Анкета включала следующие направления:
1. влияние 3D-визуализации на понимание и восприятие учебного материала;
2. определение типов наглядных материалов, наиболее часто используемых в учебно-методической работе;
3. оценка потребности во внедрении 3D-видеоконтента в образовательный процесс.

Результаты исследования представлены в таблице:
| Параметры | Студенты                 | Преподаватели            |
| --------- | ------------------------ | ------------------------ |
|           | Экспериментальная группа | Экспериментальная группа |
| Улучшают  | 85 % или 204 чел.        | 100 % или 10 чел.        |
| Снижают   | 2 % или 5 чел.           | -                        |
| Не влияет | 13 % или 31 чел.         | -                        |